# Селце (община Щип)
Вижте пояснителната страница за други значения на Селце.
Селце (на македонска литературна норма: Селце) е село в община Щип, Северна Македония.

## География
Селце е разположено на 10 километра югозападно от град Щип, в северните части на Конечката планина.

## История
В XIX век Селце е турско-българско село в Щипска кааза на Османската империя. Според статистиката на Васил Кънчов („Македония. Етнография и статистика“) от 1900 година Селце има 372 жители, от които 330 турци и 42 българи християни.
Християнското население на селото е под върховенството на Българската екзархия. В статистиката на секретаря на екзархията Димитър Мишев („La Macédoine et sa Population Chrétienne“) от 1905 Селце (Seltze) е посочено като село с 40 жители българи екзархисти.
При избухването на Балканската война в 1912 година 1 човек от Селце е доброволец в Македоно-одринското опълчение.
След Междусъюзническата война в 1913 година селото остава в Сърбия.
На етническата си карта от 1927 година Леонард Шулце Йена показва Селце (Selce) като турско село.
Според преброяването от 2002 година селото има 169 жители, от които.
| Националност     | Всичко |
| северномакедонци | 18     |
| албанци          | 0      |
| турци            | 146    |
| роми             | 0      |
| власи            | 0      |
| сърби            | 5      |
| бошняци          | 0      |
| други            | 0      |

## Личности
Родени в Селце
- Георги Панов Иванов (1891 – 1918), македоно-одрински опълченец, 2 рота на 3 солунска дружина,[6] загинал през Първата световна война[7]